# Раковички поток
Раковички поток је београдски водоток који пролази кроз јужне периферијске делове Београда. Иако је кратак, пооток пролази кроз низ београдских насеља.
Поток тече са северних падина Торлака у југоисточном делу беогрдског насеља Кумодраж у општини Вождовац. Тече према југу уз источну страну Торлака и пролази кроз Јајинце и Село Раковица. На пољу Пашинац у њега се улива Милошев поток и наставља да тече кроз општину Раковица. Тече поред северног дела насеља Ресник, Јелезовац, Сунчани брег, Стражевица и поред манастира Раковица. У околини Кнежевца, у Раковички поток улива се Змајевац и последњих 300 m спроведен је под земљом, испод индустријског комплекса фабрике „21. мај” и ту се улива у Топчидерску реку.
Раковички поток некада је био река, а архимандрит Рувим је у монографији о манастиру Раковица из 1909. године записао како је шездесетих година 19. века поток био познат као Раковичка река. Ове наводе потврђује и турски попис из 1528. године. Због великог крчења шуме, дошло је до исушивања извора који су пунили реку Раковицу, а од ње је данас остао поток и назив.
Садашњи поток је добио име по раковима, који су настањивали ову реку. По њему је названа општина Раковица, Раковица село и манастир Раковица. Током НАТО бомбардовања СРЈ погођена је трафостаница у Раковици, а 80 тона лож-уља делимично је изгорело загађујући ваздух, али је и значајна количина процурела у Раковички поток, те га тако загадила.